# San Cipriano Picentino
San Cipriano Picentino é uma comuna italiana da região da Campânia, província de Salerno, com cerca de 5.974 habitantes. Estende-se por uma área de 17 km², tendo uma densidade populacional de 351 hab/km². Faz fronteira com Castiglione del Genovesi, Giffoni Sei Casali, Giffoni Valle Piana, Salerno, San Mango Piemonte.

## Demografia
| Variação demográfica do município entre 1861 e 2011                               |
|                                                                                   |
| Fonte: Istituto Nazionale di Statistica (ISTAT) - Elaboração gráfica da Wikipedia |